# سيليا غريغوري
سيليا غريغوري (بالإنجليزية: Celia Gregory)‏ هي ممثلة بريطانية، ولدت في 23 سبتمبر 1949، وتوفيت في 8 سبتمبر 2008.

## وصلات خارجية
- سيليا غريغوري على موقع IMDb (الإنجليزية)
- سيليا غريغوري على موقع ألو سيني (الفرنسية)
- سيليا غريغوري على موقع أول موفي (الإنجليزية)
- سيليا غريغوري على موقع قاعدة بيانات الأفلام السويدية (السويدية)
- سيليا غريغوري على موقع قاعدة بيانات الفيلم (الإنجليزية)
- سيليا غريغوري على موقع كينوبويسك (الروسية)